# 小格里巴诺夫卡农村居民点
小格里巴诺夫卡农村居民点（俄语：Малогрибановское сельское поселение）是俄罗斯联邦沃罗涅日州格里巴诺夫斯基区所属的一个农村居民点。其下辖有2个居民点，行政中心为小格里巴诺夫卡。据2016年统计，该农村居民点的人口为817人。